# Grand Prix de France
Grand Prix de France – międzynarodowe zawody w łyżwiarstwie figurowym seniorów rozgrywane we Francji od 1987 r. Zawody są organizowane przez Francuską Federację Łyżwiarską. Od 1995 r. wchodzi w cykl zawodów Grand Prix organizowanych przez Międzynarodową Unię Łyżwiarską.
Wcześniejsze nazwy zawodów to Grand Prix International de Paris (1987–1993), Trophée de France (1994–1995, 2016), Trophée Lalique (1996–2003) oraz Trophée Éric Bompard (2004–2015), Internationaux de France (2017–2021).

## Medaliści

### Soliści
| Rok  | Miasto      | Złoto                                      | Srebro                                     | Brąz                                       | Źr.    |
| ---- | ----------- | ------------------------------------------ | ------------------------------------------ | ------------------------------------------ | ------ |
| 1987 | Paryż       | Petr Barna                                 | Angelo D'Agostino                          | Paul Robinson                              |        |
| 1988 | Paryż       | Paul Wylie                                 | Grzegorz Filipowski                        | Michael Slipchuk                           |        |
| 1989 | Paryż       | Wjaczesław Zahorodniuk                     | Grzegorz Filipowski                        | Norm Proft                                 |        |
| 1990 | Paryż       | Christopher Bowman                         | Wjaczesław Zahorodniuk                     | Elvis Stojko                               |        |
| 1991 | Albertville | Kurt Browning                              | Wjaczesław Zahorodniuk                     | Aleksiej Urmanow                           |        |
| 1992 | Albertville | Mark Mitchell                              | Eric Millot                                | Sébastien Britten                          |        |
| 1993 | Paryż       | Todd Eldredge                              | Philippe Candeloro                         | Wjaczesław Zahorodniuk                     |        |
| 1994 | Lyon        | Philippe Candeloro                         | Eric Millot                                | Michael Chack                              |        |
| 1995 | Bordeaux    | Ilja Kulik                                 | Eric Millot                                | Elvis Stojko                               |        |
| 1996 | Paryż       | Todd Eldredge                              | Wjaczesław Zahorodniuk                     | Michael Weiss                              |        |
| 1997 | Paryż       | Aleksiej Jagudin                           | Philippe Candeloro                         | Igor Paszkiewicz                           |        |
| 1998 | Paryż       | Aleksiej Jagudin                           | Michael Weiss                              | Emanuel Sandhu                             |        |
| 1999 | Paryż       | Aleksiej Jagudin                           | Vincent Restencourt                        | Iwan Dinew                                 |        |
| 2000 | Paryż       | Aleksiej Jagudin                           | Stanick Jeannette                          | Roman Sierow                               |        |
| 2001 | Paryż       | Aleksiej Jagudin                           | Todd Eldredge                              | Andrejs Vlashenko                          |        |
| 2002 | Paryż       | Michael Weiss                              | Zhang Min                                  | Takeshi Honda                              |        |
| 2003 | Paryż       | Jewgienij Pluszczenko                      | Kevin Van Der Perren                       | Michael Weiss                              |        |
| 2004 | Paryż       | Johnny Weir                                | Brian Joubert                              | Emanuel Sandhu                             | [ 1 ]  |
| 2005 | Paryż       | Jeffrey Buttle                             | Brian Joubert                              | Gheorghe Chiper                            | [ 2 ]  |
| 2006 | Paryż       | Brian Joubert                              | Alban Préaubert                            | Siergiej Dobrin                            | [ 3 ]  |
| 2007 | Paryż       | Patrick Chan                               | Siergiej Woronow                           | Alban Préaubert                            | [ 4 ]  |
| 2008 | Paryż       | Patrick Chan                               | Takahiko Kozuka                            | Alban Préaubert                            | [ 5 ]  |
| 2009 | Paryż       | Nobunari Oda                               | Tomáš Verner                               | Adam Rippon                                | [ 6 ]  |
| 2010 | Paryż       | Takahiko Kozuka                            | Florent Amodio                             | Brandon Mroz                               | [ 7 ]  |
| 2011 | Paryż       | Patrick Chan                               | Song Nan                                   | Michal Březina                             | [ 8 ]  |
| 2012 | Paryż       | Takahito Mura                              | Jeremy Abbott                              | Florent Amodio                             | [ 9 ]  |
| 2013 | Paryż       | Patrick Chan                               | Yuzuru Hanyū                               | Jason Brown                                | [ 10 ] |
| 2014 | Bordeaux    | Maksim Kowtun                              | Tatsuki Machida                            | Dienis Ten                                 | [ 11 ] |
| 2015 | Bordeaux    | Shōma Uno                                  | Maksim Kowtun                              | Daisuke Murakami                           | [ 12 ] |
| 2016 | Paryż       | Javier Fernández                           | Dienis Ten                                 | Adam Rippon                                | [ 13 ] |
| 2017 | Grenoble    | Javier Fernández                           | Shōma Uno                                  | Misza Ge                                   | [ 14 ] |
| 2018 | Grenoble    | Nathan Chen                                | Jason Brown                                | Aleksandr Samarin                          | [ 15 ] |
| 2019 | Grenoble    | Nathan Chen                                | Aleksandr Samarin                          | Kévin Aymoz                                | [ 16 ] |
| 2020 | Grenoble    | Zawody odwołano z powodu pandemii COVID-19 | Zawody odwołano z powodu pandemii COVID-19 | Zawody odwołano z powodu pandemii COVID-19 | [ 17 ] |
| 2021 | Grenoble    | Yuma Kagiyama                              | Shun Satō                                  | Jason Brown                                | [ 18 ] |
| 2022 | Angers      | Adam Siao Him Fa                           | Sōta Yamamoto                              | Kazuki Tomono                              | [ 19 ] |
| 2023 | Angers      | Adam Siao Him Fa                           | Ilia Malinin                               | Yuma Kagiyama                              | [ 20 ] |

### Solistki
| Rok  | Miasto      | Złoto                                      | Srebro                                     | Brąz                                       | Źr.    |
| ---- | ----------- | ------------------------------------------ | ------------------------------------------ | ------------------------------------------ | ------ |
| 1987 | Paryż       | Jill Trenary                               | Agnes Gosselin                             | Patricia Neske                             |        |
| 1988 | Paryż       | Claudia Leistner                           | Natalja Gorbienko                          | Evelyn Großmann                            |        |
| 1989 | Paryż       | Surya Bonaly                               | Holly Cook                                 | Laetitia Hubert                            |        |
| 1990 | Paryż       | Surya Bonaly                               | Lenka Kulovana                             | Nancy Kerrigan                             |        |
| 1991 | Albertville | Midori Itō                                 | Kristi Yamaguchi                           | Nancy Kerrigan                             |        |
| 1992 | Albertville | Surya Bonaly                               | Karen Preston                              | Laetitia Hubert                            |        |
| 1993 | Paryż       | Surya Bonaly                               | Mila Kajas                                 | Lisa Sargeant                              |        |
| 1994 | Lyon        | Surya Bonaly                               | Tonia Kwiatkowski                          | Michelle Kwan                              |        |
| 1995 | Bordeaux    | Josée Chouinard                            | Chen Lu                                    | Surya Bonaly                               |        |
| 1996 | Paryż       | Michelle Kwan                              | Marija Butyrska                            | Tara Lipinski                              |        |
| 1997 | Paryż       | Laetitia Hubert                            | Tara Lipinski                              | Vanessa Gusmeroli                          |        |
| 1998 | Paryż       | Marija Butyrska                            | Nicole Bobek                               | Vanessa Gusmeroli                          |        |
| 1999 | Paryż       | Marija Butyrska                            | Wiktorija Wołczkowa                        | Sarah Hughes                               |        |
| 2000 | Paryż       | Marija Butyrska                            | Wiktorija Wołczkowa                        | Jennifer Kirk                              |        |
| 2001 | Paryż       | Marija Butyrska                            | Sarah Hughes                               | Sasha Cohen                                |        |
| 2002 | Paryż       | Sasha Cohen                                | Yoshie Onda                                | Alisa Drei                                 |        |
| 2003 | Paryż       | Sasha Cohen                                | Shizuka Arakawa                            | Júlia Sebestyén                            |        |
| 2004 | Paryż       | Joannie Rochette                           | Carolina Kostner                           | Júlia Sebestyén                            | [ 1 ]  |
| 2005 | Paryż       | Mao Asada                                  | Sasha Cohen                                | Shizuka Arakawa                            | [ 2 ]  |
| 2006 | Paryż       | Kim Yu-na                                  | Miki Andō                                  | Kimmie Meissner                            | [ 3 ]  |
| 2007 | Paryż       | Mao Asada                                  | Kimmie Meissner                            | Ashley Wagner                              | [ 4 ]  |
| 2008 | Paryż       | Joannie Rochette                           | Mao Asada                                  | Caroline Zhang                             | [ 5 ]  |
| 2009 | Paryż       | Kim Yu-na                                  | Mao Asada                                  | Yukari Nakano                              | [ 6 ]  |
| 2010 | Paryż       | Kiira Korpi                                | Mirai Nagasu                               | Alissa Czisny                              | [ 7 ]  |
| 2011 | Paryż       | Jelizawieta Tuktamyszewa                   | Carolina Kostner                           | Alissa Czisny                              | [ 8 ]  |
| 2012 | Paryż       | Ashley Wagner                              | Jelizawieta Tuktamyszewa                   | Julija Lipnicka                            | [ 9 ]  |
| 2013 | Paryż       | Ashley Wagner                              | Adelina Sotnikowa                          | Anna Pogoriła                              | [ 10 ] |
| 2014 | Bordeaux    | Jelena Radionowa                           | Julija Lipnicka                            | Ashley Wagner                              | [ 11 ] |
| 2015 | Bordeaux    | Gracie Gold                                | Julija Lipnicka                            | Roberta Rodeghiero                         | [ 12 ] |
| 2016 | Paryż       | Jewgienija Miedwiediewa                    | Marija Sotskowa                            | Wakaba Higuchi                             | [ 13 ] |
| 2017 | Grenoble    | Alina Zagitowa                             | Marija Sotskowa                            | Kaetlyn Osmond                             | [ 14 ] |
| 2018 | Grenoble    | Rika Kihira                                | Mai Mihara                                 | Bradie Tennell                             | [ 21 ] |
| 2019 | Grenoble    | Alona Kostornoj                            | Alina Zagitowa                             | Mariah Bell                                | [ 22 ] |
| 2020 | Grenoble    | Zawody odwołano z powodu pandemii COVID-19 | Zawody odwołano z powodu pandemii COVID-19 | Zawody odwołano z powodu pandemii COVID-19 | [ 17 ] |
| 2021 | Grenoble    | Anna Szczerbakowa                          | Alona Kostornoj                            | Wakaba Higuchi                             | [ 23 ] |
| 2022 | Angers      | Loena Hendrickx                            | Kim Ye-lim                                 | Rion Sumiyoshi                             | [ 24 ] |
| 2023 | Angers      | Isabeau Levito                             | Nina Pinzarrone                            | Rion Sumiyoshi                             | [ 25 ] |

### Pary sportowe
| Rok  | Miasto      | Złoto                                      | Srebro                                     | Brąz                                       | Źr.    |
| ---- | ----------- | ------------------------------------------ | ------------------------------------------ | ------------------------------------------ | ------ |
| 1987 | Paryż       | Natalie Seybold / Wayne Seybold            | Julia Bistrowa / Aleksandr Tarasow         | Laurene Collin / John Penticost            |        |
| 1988 | Paryż       | Jelena Bieczkie / Dienis Pietrow           | Mandy Wötzel / Axel Rauschenbach           | Katy Keely / Joseph Mero                   |        |
| 1989 | Paryż       | Mandy Wötzel / Axel Rauschenbach           | Isabelle Brasseur / Lloyd Eisler           | Radka Kovaříková / René Novotný            |        |
| 1990 | Paryż       | Jelena Bieczkie / Dienis Pietrow           | Jewgienija Czernyszewa / Dmitrij Suchanow  | Michelle Menzies / Kevin Wheeler           |        |
| 1991 | Albertville | Natalja Miszkutionok / Artur Dmitrijew     | Radka Kovaříková / René Novotný            | Jelena Bieczkie / Dienis Pietrow           |        |
| 1992 | Albertville | Jewgienija Szyszkowa / Wadim Naumow        | Radka Kovaříková / René Novotný            | Karen Courtland / Todd Reynolds            |        |
| 1993 | Paryż       | Natalja Miszkutionok / Artur Dmitrijew     | Marina Jelcowa / Andriej Buszkow           | Jenni Meno / Todd Sand                     |        |
| 1994 | Lyon        | Marina Jelcowa / Andriej Buszkow           | Jelena Bierieżna / Oļegs Šļahovs           | Mandy Wötzel / Ingo Steuer                 |        |
| 1995 | Bordeaux    | Jelena Bierieżna / Oļegs Šļahovs           | Oksana Kazakowa / Artur Dmitrijew          | Jenni Meno / Todd Sand                     |        |
| 1996 | Paryż       | Oksana Kazakowa / Artur Dmitrijew          | Jenni Meno / Todd Sand                     | Jelena Bierieżna / Anton Sicharulidze      |        |
| 1997 | Paryż       | Jelena Bierieżna / Anton Sicharulidze      | Mandy Wötzel / Ingo Steuer                 | Shen Xue / Zhao Hongbo                     |        |
| 1998 | Paryż       | Sarah Abitbol / Stephane Bernadis          | Kyoko Ina / John Zimmerman                 | Marina Jelcowa / Andriej Buszkow           |        |
| 1999 | Paryż       | Sarah Abitbol / Stephane Bernadis          | Tatjana Tot´mianina / Maksim Marinin       | Dorota Zagórska / Mariusz Siudek           |        |
| 2000 | Paryż       | Jelena Bierieżna / Anton Sicharulidze      | Jamie Salé / David Pelletier               | Kyoko Ina / John Zimmerman                 |        |
| 2001 | Paryż       | Jelena Bierieżna / Anton Sicharulidze      | Kyoko Ina / John Zimmerman                 | Sarah Abitbol / Stephane Bernadis          |        |
| 2002 | Paryż       | Tatjana Tot´mianina / Maksim Marinin       | Sarah Abitbol / Stephane Bernadis          | Pang Qing / Tong Jian                      |        |
| 2003 | Paryż       | Zhang Dan / Zhang Hao                      | Tatjana Tot´mianina / Maksim Marinin       | Tiffany Scott / Philip Dulebohn            |        |
| 2004 | Paryż       | Shen Xue / Zhao Hongbo                     | Marija Pietrowa / Aleksiej Tichonow        | Pang Qing / Tong Jian                      | [ 1 ]  |
| 2005 | Paryż       | Tatjana Tot´mianina / Maksim Marinin       | Pang Qing / Tong Jian                      | Valerie Marcoux / Craig Buntin             | [ 2 ]  |
| 2006 | Paryż       | Marija Pietrowa / Aleksiej Tichonow        | Rena Inoue / John Baldwin                  | Julija Obertas / Siergiej Sławnow          | [ 3 ]  |
| 2007 | Paryż       | Zhang Dan / Zhang Hao                      | Pang Qing / Tong Jian                      | Marija Muchortowa / Maksim Trańkow         | [ 4 ]  |
| 2008 | Paryż       | Alona Sawczenko / Robin Szolkowy           | Marija Muchortowa / Maksim Trańkow         | Meagan Duhamel / Craig Buntin              | [ 5 ]  |
| 2009 | Paryż       | Marija Muchortowa / Maksim Trańkow         | Jessica Dubé / Bryce Davison               | Alona Sawczenko / Robin Szolkowy           | [ 6 ]  |
| 2010 | Paryż       | Alona Sawczenko / Robin Szolkowy           | Wiera Bazarowa / Jurij Łarionow            | Maylin Hausch / Daniel Wende               | [ 7 ]  |
| 2011 | Paryż       | Tetiana Wołosożar / Maksim Trańkow         | Wiera Bazarowa / Jurij Łarionow            | Meagan Duhamel / Eric Radford              | [ 8 ]  |
| 2012 | Paryż       | Yūko Kawaguchi / Aleksandr Smirnow         | Meagan Duhamel / Eric Radford              | Stefania Berton / Ondřej Hotárek           | [ 9 ]  |
| 2013 | Paryż       | Pang Qing / Tong Jian                      | Meagan Duhamel / Eric Radford              | Caydee Denney / John Coughlin              | [ 10 ] |
| 2014 | Bordeaux    | Ksienija Stołbowa / Fiodor Klimow          | Sui Wenjing / Han Cong                     | Wang Xuehan / Weng Lei                     | [ 11 ] |
| 2015 | Bordeaux    | Tetiana Wołosożar / Maksim Trańkow         | Vanessa James / Morgan Cipres              | Julianne Seguin / Charlie Bilodeau         | [ 12 ] |
| 2016 | Paryż       | Alona Sawczenko / Bruno Massot             | Jewgienija Tarasowa / Władimir Morozow     | Vanessa James / Morgan Cipres              | [ 13 ] |
| 2017 | Grenoble    | Jewgienija Tarasowa / Władimir Morozow     | Vanessa James / Morgan Cipres              | Nicole Della Monica / Matteo Guarise       | [ 14 ] |
| 2018 | Grenoble    | Vanessa James / Morgan Ciprès              | Tarah Kayne / Danny O’Shea                 | Aleksandra Bojkowa / Dmitrij Kozłowski     | [ 26 ] |
| 2019 | Grenoble    | Anastasija Miszyna / Aleksandr Gallamow    | Darja Pawluczenko / Dienis Chodykin        | Haven Denney / Brandon Frazier             | [ 27 ] |
| 2020 | Grenoble    | Zawody odwołano z powodu pandemii COVID-19 | Zawody odwołano z powodu pandemii COVID-19 | Zawody odwołano z powodu pandemii COVID-19 | [ 17 ] |
| 2021 | Grenoble    | Aleksandra Bojkowa / Dmitrij Kozłowski     | Julija Artiemjewa / Michaił Nazaryczew     | Alexa Knierim / Brandon Frazier            | [ 28 ] |
| 2022 | Angers      | Deanna Stellato-Dudek / Maxime Deschamps   | Camille Kowalew / Pawieł Kowalew           | Annika Hocke / Robert Kunkel               | [ 29 ] |
| 2023 | Angers      | Lia Pereira / Trennt Michaud               | Sara Conti / Niccolò Macii                 | Camille Kowalow / Pawieł Kowalow           | [ 30 ] |

### Pary taneczne
| Rok  | Miasto      | Złoto                                      | Srebro                                       | Brąz                                       | Źr.    |
| ---- | ----------- | ------------------------------------------ | -------------------------------------------- | ------------------------------------------ | ------ |
| 1987 | Paryż       | Lia Trovati / Roberto Pelizzola            | Susan Wynne / Joseph Druar                   | Corinne Palliard / Didier Courtois         |        |
| 1988 | Paryż       | Susan Wynne / Joseph Druar                 | Sharon Jones / Paul Askham                   | Oksana Griszczuk / Aleksandr Cziczkow      |        |
| 1989 | Paryż       | Anżelika Kryłowa / Władimir Leluch         | April Sargeant Thomas / Russ Witherby        | Susanna Rahkamo / Petri Kokko              |        |
| 1990 | Paryż       | Stefania Calegari / Pasquale Camerlengo    | Sophie Moniotte / Pascal Lavanchy            | Anżelika Kryłowa / Władimir Leluch         |        |
| 1991 | Albertville | Anżelika Kryłowa / Władimir Fiodorow       | Dominique Yvon / Frederic Palluel            | Katerina Mrazova / Martin Simecek          |        |
| 1992 | Albertville | Sophie Moniotte / Pascal Lavanchy          | Iryna Romanowa / Ihor Jaroszenko             | Jelena Kustarowa / Oleg Owsiannikow        |        |
| 1993 | Paryż       | Irina Łobaczowa / Ilja Awierbuch           | Elizabeth Punsalan / Jerod Swallow           | Marina Anisina / Gwendal Peizerat          |        |
| 1994 | Lyon        | Marina Anisina / Gwendal Peizerat          | Elizabeth Punsalan / Jerod Swallow           | Katerina Mrazova / Martin Simecek          |        |
| 1995 | Bordeaux    | Oksana Griszczuk / Jewgienij Płatow        | Marina Anisina / Gwendal Peizerat            | Iryna Romanowa / Ihor Jaroszenko           |        |
| 1996 | Paryż       | Marina Anisina / Gwendal Peizerat          | Elizabeth Punsalan / Jerod Swallow           | Iryna Romanowa / Ihor Jaroszenko           |        |
| 1997 | Paryż       | Oksana Griszczuk / Jewgienij Płatow        | Marina Anisina / Gwendal Peizerat            | Iryna Romanowa / Ihor Jaroszenko           |        |
| 1998 | Paryż       | Marina Anisina / Gwendal Peizerat          | Barbara Fusar-Poli / Maurizio Margaglio      | Margarita Drobiazko / Povilas Vanagas      |        |
| 1999 | Paryż       | Marina Anisina / Gwendal Peizerat          | Barbara Fusar-Poli / Maurizio Margaglio      | Margarita Drobiazko / Povilas Vanagas      |        |
| 2000 | Paryż       | Marina Anisina / Gwendal Peizerat          | Irina Łobaczowa / Ilja Awierbuch             | Kati Winkler / René Lohse                  |        |
| 2001 | Paryż       | Marina Anisina / Gwendal Peizerat          | Shae-Lynn Bourne / Victor Kraatz             | Margarita Drobiazko / Povilas Vanagas      |        |
| 2002 | Paryż       | Ołena Hruszyna / Rusłan Honczarow          | Isabelle Delobel / Olivier Schoenfelder      | Tanith Belbin / Benjamin Agosto            |        |
| 2003 | Paryż       | Ałbena Denkowa / Maksim Stawiski           | Marie-France Dubreuil / Patrice Lauzon       | Isabelle Delobel / Olivier Schoenfelder    |        |
| 2004 | Paryż       | Tatjana Nawka / Roman Kostomarow           | Ałbena Denkowa / Maksim Stawiski             | Isabelle Delobel / Olivier Schoenfelder    | [ 1 ]  |
| 2005 | Paryż       | Ołena Hruszyna / Rusłan Honczarow          | Isabelle Delobel / Olivier Schoenfelder      | Federica Faiella / Massimo Scali           | [ 2 ]  |
| 2006 | Paryż       | Ałbena Denkowa / Maksim Stawiski           | Isabelle Delobel / Olivier Schoenfelder      | Federica Faiella / Massimo Scali           | [ 3 ]  |
| 2007 | Paryż       | Isabelle Delobel / Olivier Schoenfelder    | Jana Chochłowa / Siergiej Nowicki            | Meryl Davis / Charlie White                | [ 4 ]  |
| 2008 | Paryż       | Isabelle Delobel / Olivier Schoenfelder    | Federica Faiella / Massimo Scali             | Sinead Kerr / John Kerr                    | [ 5 ]  |
| 2009 | Paryż       | Tessa Virtue / Scott Moir                  | Nathalie Péchalat / Fabian Bourzat           | Sinead Kerr / John Kerr                    | [ 6 ]  |
| 2010 | Paryż       | Nathalie Péchalat / Fabian Bourzat         | Jekatierina Riazanowa / Ilja Tkaczenko       | Madison Chock / Greg Zuerlein              | [ 7 ]  |
| 2011 | Paryż       | Tessa Virtue / Scott Moir                  | Nathalie Péchalat / Fabian Bourzat           | Anna Cappellini / Luca Lanotte             | [ 8 ]  |
| 2012 | Paryż       | Nathalie Péchalat / Fabian Bourzat         | Anna Cappellini / Luca Lanotte               | Jekatierina Riazanowa / Ilja Tkaczenko     | [ 9 ]  |
| 2013 | Paryż       | Tessa Virtue / Scott Moir                  | Jelena Iljinych / Nikita Kacałapow           | Nathalie Péchalat / Fabian Bourzat         | [ 10 ] |
| 2014 | Bordeaux    | Gabriella Papadakis / Guillaume Cizeron    | Piper Gilles / Paul Poirier                  | Madison Hubbell / Zachary Donohue          | [ 11 ] |
| 2015 | Bordeaux    | Madison Hubbell / Zachary Donohue          | Piper Gilles / Paul Poirier                  | Aleksandra Stiepanowa / Iwan Bukin         | [ 12 ] |
| 2016 | Paryż       | Gabriella Papadakis / Guillaume Cizeron    | Madison Hubbell / Zachary Donohue            | Piper Gilles / Paul Poirier                | [ 13 ] |
| 2017 | Grenoble    | Gabriella Papadakis / Guillaume Cizeron    | Madison Chock / Evan Bates                   | Aleksandra Stiepanowa / Iwan Bukin         | [ 14 ] |
| 2018 | Grenoble    | Gabriella Papadakis / Guillaume Cizeron    | Wiktorija Sinicyna / Nikita Kacałapow        | Piper Gilles / Paul Poirier                | [ 31 ] |
| 2019 | Grenoble    | Gabriella Papadakis / Guillaume Cizeron    | Madison Chock / Evan Bates                   | Charlène Guignard / Marco Fabbri           | [ 32 ] |
| 2020 | Grenoble    | Zawody odwołano z powodu pandemii COVID-19 | Zawody odwołano z powodu pandemii COVID-19   | Zawody odwołano z powodu pandemii COVID-19 | [ 17 ] |
| 2021 | Grenoble    | Gabriella Papadakis / Guillaume Cizeron    | Piper Gilles / Paul Poirier                  | Aleksandra Stiepanowa / Iwan Bukin         | [ 33 ] |
| 2022 | Angers      | Charlène Guignard / Marco Fabbri           | Laurence Fournier Beaudry / Nikolaj Sørensen | Jewgienija Łopariowa / Geoffrey Brissaud   | [ 34 ] |
| 2023 | Angers      | Charlène Guignard / Marco Fabbri           | Laurence Fournier Beaudry / Nikolaj Sørensen | Jewgienija Łopariowa / Geoffrey Brissaud   | [ 35 ] |